# 청주 최씨
청주 최씨(淸州 崔氏)는 충청북도 청주시를 본관으로 하는 한국의 성씨이다.

## 역사
시조 최단(崔鄲)은 경주 최씨의 시조인 최치원의 후손이며, 고려에서 문과에 급제해 서해도안찰사(西海道按 察使) 등을 지냈다. 이후 이자겸(李資謙)을 탄핵시키려다 고성으로 유배되었으며 후에 복관되어 서원군에 봉해졌다.

## 참고 자료
- “청주최씨(淸州崔氏)”. 뿌리를 찾아서.[깨진 링크(과거 내용 찾기)]